# Sit de Brewer
El sit de Brewer (Spizella breweri) és una espècie d'ocell passeriforme pertanyent a la família dels passerèl·lids. És d'hàbits migratoris, amb reproducció al Canadà i els Estats Units i hibernació en el nord i occident de Mèxic. Aquest ocell va rebre el nom em honor de l'ornitòleg Thomas Mayo Brewer.

## Descripció
És molt semblant a les espècies properes del mateix gènere, especialment al sit cellablanc i al sit pàl·lid, però es diferencia per la coroneta color cafè finament ratllada i sense línia mitjana. El bec i les potes són de color carn. La cara és marró grisenca amb esbossos de llista supraciliar (més clara) i pegat auricular (més fosc). A més té les línies malars fosques ("bigoti"). Les parts dorsals són color marró sorrenc, llistades amb negre. A les ales, hi té dues barres més clares. Les parts ventrals són blanquinoses però a la tardor i l'hivern els flancs i el pit es tornen color camussa.

## Distribució i hàbitat
Es distribueix a l'oest del Canadà i els Estats Units a l'època reproductiva. A l'hivern migra cap al sud-oest dels Estats Units (Califòrnia, Arizona, Nou Mèxic i Texas) i a Mèxic. En aquest últim país es distribueix a tota la península de Baixa Califòrnia, a les àrees baixes de Sonora i al llarg de l'Altiplà mexicà, arribant pel sud fins al Bajío.
Habita en planes amb arbustos, en àrees de boscos semioberts i en pastures. És més propens als deserts que les altres espècies d'Spizella. S'alimenta de llavors i insectes, busca aliment en grups a terra o als arbustos.

## Taxonomia
Va ser descrit per l'ornitòleg nord-americà John Cassin l'any 1856 i actualment es reconeixen dues subespècies:
- S. b. breweri (Cassin, 1856) - centre sud de Canada al centre oest d'USA.
- S. b. taverneri (Swarth & Brooks, 1925) - sud-est d'Alaska i de l'oest de Canada al nor-oest d'USA.